# Sainte-Geneviève, Aisne
Sainte-Geneviève är en kommun i departementet Aisne i regionen Hauts-de-France i norra Frankrike. Kommunen ligger  i kantonen Rozoy-sur-Serre som ligger i arrondissementet Laon. År 2022 hade Sainte-Geneviève 70 invånare.

## Befolkningsutveckling
Antalet invånare i kommunen Sainte-Geneviève
Referens: INSEE